# Andora na Zimowych Igrzyskach Paraolimpijskich 2010
Reprezentacja Andory na Zimowe Igrzyska Paraolimpijskie 2010 liczyła 2 reprezentantów, oboje startowali w narciarstwie alpejskim.

## Kadra

### Narciarstwo alpejskie

#### Mężczyźni
| Atleta                 | Kategoria        | Wydarzenie | Zjazd 1. | Zjazd 2. | W sumie | Miejsce |
| ---------------------- | ---------------- | ---------- | -------- | -------- | ------- | ------- |
| Xavi Fernandez Vazquez | Osoby na wózkach | Slalom     | 1:17,08  | DNF      | -       | DNF2    |
| Xavi Fernandez Vazquez | Osoby na wózkach | Gigant     | 1:48,61  | 1:51,55  | 3:40,16 | 24.     |

#### Kobiety
| Atleta                  | Kategoria       | Wydarzenie | Zjazd 1. | Zjazd 2. | W sumie | Miejsce |
| ----------------------- | --------------- | ---------- | -------- | -------- | ------- | ------- |
| Paquita Ramirez Capitan | Osoby niewidome | Slalom     | 1:21,06  | 1:27,81  | 2:48,87 | 11.     |
| Paquita Ramirez Capitan | Osoby niewidome | Gigant     | 2:06,63  | 2:10,33  | 4:16,96 | 9.      |